# Бругман, Карл
Карл Бругман (нем. Karl Brugman(n); 16 марта 1849, Висбаден — 26 июня 1919, Лейпциг) — немецкий лингвист, специалист в области сравнительного языкознания и индоевропеистики, один из ведущих представителей школы младограмматиков.

## Биография и научная деятельность
В 1867—1871 учился в Халле и Лейпциге, специализировался в классической филологии под руководством Г. Курциуса. Пошёл добровольцем на франко-прусскую войну, но не был принят из-за близорукости; служил в военном госпитале. Преподавал в Висбадене, Лейпциге и Фрайбурге. В 1876 году опубликовал статью, где доказал существование в праиндоевропейском языке слоговых сонантов *m̥̥ и *n̥.
С 1887 года профессор санскрита и сравнительного языкознания в Лейпциге. В Лейпциге Бругман наряду с Лескином и Остгофом стал ведущим представителем школы младограмматиков. Совместно с Остгофом Бругман выпускал продолжающееся издание «Морфологические изыскания» (Morphologische Untersuchungen, 6 томов, 1878—1887); предисловие к первому выпуску считается «манифестом» младограмматиков. Среди основных положений Остгофа и Бругмана были следующие:
- Звуковые изменения в языке происходят по «законам, не знающим исключений»: «направление, в котором происходит изменение звука, всегда одно и то же у всех членов языкового сообщества, кроме случаев диалектного дробления, и все без исключения слова, в которых подверженный фонетическому изменению звук оказывается в одинаковых условиях, участвуют в этом процессе»[6].
- Принцип аналогии в фонетических и морфологических изменениях в языке. При этом Остгоф и Бругман подчёркивали, что принцип аналогии может быть только «последним прибежищем» лингвиста, и к нему можно прибегать только если нет убедительных фонетических объяснений.
- Изучение диалектов, и живых, в том числе бесписьменных языков; оно должно было содействовать развитию исторического языкознания. Согласно знаменитому высказыванию Остгофа и Бругмана, «только тот компаративист-языковед, который покинет душную, полную туманных гипотез атмосферу мастерской, где куются праиндоевропейские праформы, и выйдет на свежий воздух осязаемой действительности»[7] сможет понять принципы фонетических и морфологических изменений в языке и применить их к более древним этапам его истории.

Бругман является автором двух из пяти томов монументального издания Grundriß der vergleichenden Grammatik der indogermanischen Sprachen (с нем. — «Очерк сравнительной грамматики индоевропейских языков»): т. 1, «Фонология» (1886) и т. 2, «Морфология» (в 2 частях, 1888—1892). Во многом это издание до сих пор сохраняет свою ценность, поскольку в нём был собран огромный фактический материал. В 1904 году Бругман выпустил краткий вариант «Очерка» (Kurze vergleichende Grammatik der Indogermanischen Sprachen, «Краткая сравнительная грамматика индоевропейских языков»), с тех пор неоднократно переиздававшийся. С 1891 года издавал журнал Indogermanische Forschungen.
Членкор Британской академии (1913). В числе его видных учеников профессор Вильгельм Штрейтберг.

## Основные работы К. Бругмана

### Издания
- Brugmann K., Delbrück B. Grundriß der vergleichenden Grammatik der indogermanischen Sprachen. Strassburg, 1886—1900, 2-e изд. 1897—1916.
- Brugmann K. Kurze vergleichende Grammatik der Indogermanischen Sprachen. Auf Grund des fünfbandigen 'Grindrisses der vergleichenden Grammatik der indogermanischen Sprachen von K. Brumgann und B. Delbrück verfasst. Strassburg: Verlag von Karl J. Trübner, 1904. Repr. 1933, 1970.
- Brugmann K. Die Syntax des einfachen Satzes im Indogermanischen. Berlin: de Gruyter, 1925